# Xingwujing Xiang
Xingwujing Xiang (kinesiska: 杏五井乡, 杏五井) är en socken i Kina. Den ligger i provinsen Heilongjiang, i den nordöstra delen av landet, omkring 150 kilometer nordväst om provinshuvudstaden Harbin.
Genomsnittlig årsnederbörd är 717 millimeter. Den regnigaste månaden är juli, med i genomsnitt 204 mm nederbörd, och den torraste är januari, med 5 mm nederbörd.